# حمزة كاستريوتي
حمزة كاستريوتي (باللاتينية: Ameses Castriota)‏ أو برناردو كاستريوتي هو نبيل ألباني من القرن الخامس عشر وابن أخ جورج كاستريوتي سكاندربيغ. ولد على الأرجح في الأراضي العثمانية، بعد وفاة والده، نشأ على يد سكاندربيغ، الذي اصطحبه في رحلاته العسكرية. بعد معركة نيش هجر القوات العثمانية مع عمه سكاندربيغ، واعتنق المسيحية وغير اسمه إلى برناردو. ودعم انتفاضة سكاندربج وكان نائب قائد قوات سكاندربج عندما استولوا على كروجو عام 1443.
في عام 1457، هرب حمزة إلى السلطان محمد الفاتح وعاد إلى الإسلام، وكان مع إسحاق بك أحد قادة القوات العثمانية في معركة المياه البيضاء. في تلك المعركة أسرته قوات سكاندربيغ ووضعته رهن الاعتقال في نابولي بتهمة الخيانة. ثم أُطلق سراحه لاحقًا وذهب للانضمام إلى زوجته وأطفاله في القسطنطينية، واستمر في الخدمة في الرتب العثمانية العليا. واعتبر الألبان خسارته مأساة. حيث كان أحد أذكى جنرالات سكاندربيغ وكان يتمتع بشعبية كبيرة بين الجنود بسبب أخلاقه، في المرتبة الثانية بعد عمه.